# Järvamaa
Järva (estisk: Järva maakond), eller Järvamaa, er et af Estlands 15 amter (maakond) og er beliggende i centralt i landet. Järva grænser til Lääne-Virumaa i øst, Jõgevamaa i sydøst, Pärnumaa i sydvest, Raplamaa i vest og Harjumaa i nord.

## Kommuner
Amtet er siden en landsomfattende administrativ reform efter kommunalvalget søndag den 15. oktober 2017 inddelt i 3 kommuner. Det er en bykommune (estisk: linnad) og to landkommuner (estisk: vallad).
Bykommune
- Paide

Landkommuner:
- Järva-Jaani
- Türi

58°53′N 25°33′Ø / 58.883°N 25.550°Ø